# Off Beat
Off Beat (también conocida por Policia por error) es una película cómica estadounidense de 1986 dirigida por Michael Dinner. Está protagonizada por Judge Reinhold, Meg Tilly y Cleavant Derricks.

## Argumento
El trabajo de Joe Gower consiste en pasar de estante en estante alcanzando libros. Un amigo suyo, oficial de policía, es elegido para participar en un baile de caridad. Gower acepta tomar su lugar en el show presentándose como policía. En el show, se enamora de una chica y se mete en varios líos con otros policías y criminales.

## Reparto
| Actor             | Personaje            |
| ----------------- | -------------------- |
| Judge Reinhold    | Joe Gower            |
| Meg Tilly         | Rachel Wareham       |
| Cleavant Derricks | Abe Washington       |
| Joe Mantegna      | Pete Peterson        |
| Jacques d'Amboise | August               |
| Amy Wright        | Mary Ellen Gruenwald |
| John Turturro     | Neil Pepper          |
| James Tolkan      | Harry                |
| Fred Gwynne       | The Commissioner     |
| Harvey Keitel     | Mickey               |
| Víctor Argo       | León                 |
| Mike Starr        | James Bonnell        |
| William Sadler    | Dickson              |
| Chris Noth        | Ely Wareham Jr       |
| Fyvush Finkel     | Vendor               |